# Peter Fenwick
Pour les articles homonymes, voir Fenwick.
Peter Brooke Cadogan Fenwick, né le 25 mai 1935 et mort le 22 novembre 2024, est un neuropsychiatre et neurophysiologiste anglais connu pour ses travaux sur l'épilepsie et les expériences de mort imminente. Il est un spécialiste reconnu dans l'étude de la relation entre la conscience et le cerveau.

## Biographie
Peter Fenwick est professeur au King's College de Londres, ville où il est aussi consultant de l'Institut de Psychiatrie. Il est neuropsychologue consultant dans les hôpitaux de Maudsley, John Radcliffe et Broadmoor. Il travaille à l'unité de santé mentale de l'Université de Southampton et il collabore avec l'Institut Riken de neurosciences au Japon.
Peter Fenwick est président de "Horizon Research Foundation", une organisation qui soutient la recherche sur les expériences de mort imminente (EMI).
Il a fait partie du comité éditorial de plusieurs revues spécialisées telles que Journal of Neurology, Neurosurgery and Psychiatry, Journal of Consciousness Studies et Journal of Epilepsy and Behaviour.